# 줄리 욘
줄리 욘(영어: Julie Yorn, 1967년 ~ )은 미국의 영화 프로듀서로, 시드니 키멀 엔터테인먼트의 현 부회장이다. 영화 《로스트 인 더스트》(2016)를 제작했다. 유대인으로 본성은 실버먼(Silverman)이다. '욘'은 남편인 변호사 케빈 욘의 성씨이다.